# Luis Ovsejevich
Luis Ovsejevich (Buenos Aires, 13 de septiembre de 1941) es un gestor cultural, abogado y empresario argentino.

## Formación
Egresó de la Facultad de Derecho de la Universidad de Buenos Aires en 1960. Diploma de Derecho Comparado, otorgado por la Faculté Internationale pour l' Enseignement du Droit Comparé, sede en Estrasburgo (Francia) (1965-1967-1970). También es profesor de piano.

## Fundación Konex
Es Fundador y Presidente de la Fundación Konex, desde su creación en 1980. A través de ella, se otorgan cada año los Premios Konex, uno de los premios más prestigiosos de la Argentina que galardona a las figuras más importantes de todas las ramas del quehacer nacional en períodos de décadas.
También se organiza, desde 1991, el ciclo Vamos a la Música destinado al público infantil, en el que se representan óperas, ballet, conciertos, tango y comedias musicales, con el propósito de promover el conocimiento y la adhesión a estos géneros relevantes de la expresión artística. Así se dan los ciclos "Vamos ala Opera", Vamos al Ballet", "Vamos al Concierto", "Vamos al Tango", “Vamos a la Comedia” y cuando se lo presenta en el Teatro Colón, son denominados: "Vamos al Colón".
Desde 2015, la fundación organiza el Festival Konex de Música Clásica en Ciudad Cultural Konex.
La Fundación cuenta con una Colección de Pintura Argentina que se exhibe en forma itinerante, integrada por más de 100 pinturas, realizadas por los más altos exponentes de su país.

### Ciudad Cultural Konex
En 2005 abrió la Ciudad Cultural Konex, un espacio donde conviven y se interrelacionan todo tipo de expresiones culturales con el objetivo común de aportar al enriquecimiento cultural y artístico de la comunidad.

### Teatro Colón
Fue director general ad honorem del Teatro Colón desde el 5 de mayo de 1998 al 10 de diciembre de 1999.

### Otras actividades
Fundador y presidente de la empresa Konex-Canon, creada en 1969; en 1998 transfirió el total del paquete accionario a Canon USA.
Fue profesor de Derecho en la Facultad de Derecho y Ciencias Sociales (1962-1974), y en la de Ciencias Económicas de la Universidad de Buenos Aires (1966-1970) y en la Universidad de Morón (1964-1967).
Ha integrado las Comisiones Directivas de diversas instituciones como la Cámara Argentina de Anunciantes, Asociación Ort Argentina, Asociación Argentina de Franchising, Fundación Tzedaká, Asociación Wagneriana de Buenos Aires, Instituto Científico Weizmann, Asociación Amigos de la Universidad de Tel Aviv y Rotary Club de Buenos Aires (de la cual fue Presidente en el período 2017-2018).
Organiza Torneos Magistrales de Ajedrez. Otorga Premios a Novela, Cuento, Pintura y a la Investigación Ecológica. También estableció la Beca Anual Teodoro Ovsejevich básicamente para estimular la Investigación Científica. Instituyó la Beca Aída Ovsejevich con el fin de estimular las Artes. Además otorga becas y subsidios a personas e instituciones de bien público.
Llevó adelante el proyecto de la restauración y renovación del salón de actos de la Universidad de Buenos Aires, finalizado en abril de 2019 con el apoyo de empresas y particulares que actuaron como benefactores.

## Premios y distinciones
En 1997 en reconocimiento a su larga actuación como creador de los Premios Konex (18 años de entrega), todos los que hasta ese momento habían sido premiados (1800) y jurados (360), le tributaron un homenaje en el Teatro Nacional Cervantes. La coordinación la realizó la Universidad de Ciencias Empresariales y Sociales (UCES).
- Premio Mecenas 1987 y 2004
- Asociación de Críticos Musicales 1991: por ser el hecho de mayor trascendencia cultural.
- Fundación Rómulo Raggio 1993: Medalla al Mérito por Propulsar la Cultura Argentina.
- Benefactor de la Cultura Nacional 1997: otorgado por la Secretaría de Cultura de la Nación.
- Premio ADE 2003: rubro Empresa y Comunidad[8]
- Sol de Plata del Rotary Club 2004
- Premio Security 2008
- Distinción de la Embajada de Austria en la Argentina 2011
- Premio Scopus de la Universidad Hebrea de Jerusalén en 2011[9]
- Premio Gratia Artis de la Academia Nacional de Bellas Artes 2016.
- Personalidad Destacada en el ámbito de la cultura por la Legislatura Porteña 2023.

## Publicaciones
- Legítima (1963)
- Mercado común (1964)
- Herederos y Sucesores Universales (1964)
- Pacto de Retroventa (1965)
- Pacto de Reventa (1965)
- Petición de Herencia (1966)
- Posesión de Herencia (1966)
- Revocación de las Donaciones (1968)
- Desarrollo Analítico de Instituciones de Derecho Privado (1968)
- Instituciones de Derecho Privado (1969)
- El consentimiento (1971)
- Invalidez e Ineficacia por Anomalías de la Voluntad (1973)
- Álbum de mi vida (2014), autobiografía editada por Eudeba.[10][11][12]